# Stigmatosema longibracteata
Stigmatosema longibracteata là một loài thực vật có hoa trong họ Lan. Loài này được Carnevali & G.A.Romero mô tả khoa học đầu tiên năm 2000.